# 1996년 로스앤젤레스 영화 비평가 협회상
제22회 로스앤젤레스 영화 비평가 협회상은 1996년 12월에 열린 시상식이다.

## 수상 및 후보

### 작품상
- 비밀과 거짓말

### 감독상
- 비밀과 거짓말 - 마이크 리 수상

### 남우주연상
- 샤인 - 제프리 러쉬 수상

### 여우주연상
- 비밀과 거짓말 - 브렌다 블레신 수상

### 남우조연상
- 에브리원 세즈 아이 러브 유 - 에드워드 노튼 수상
- 래리 플린트 - 에드워드 노튼 수상
- 프라이멀 피어 - 에드워드 노튼 수상

### 여우조연상
- 여인의 초상 - 바바라 허쉬 수상

### 각본상
- 파고 - 에단 코엔 수상
- 파고 - 조엘 코엔 수상

### 촬영상
- 잉글리쉬 페이션트 - 크리스 멘지스 수상
- 잉글리쉬 페이션트 - Michael Collins 수상
- 잉글리쉬 페이션트 - 존 세일 수상

### 미술상
- 에비타 - 브라이언 모리스 수상
- 여인의 초상 - 자넷 패터슨 수상

### 음악상
- 캔사스 시티 - Hal Willner & The Hey Hey Club Musicians 수상

### 외국어영화상
- 의식 - 끌로드 샤브롤 수상

### 다큐멘터리상
- 우리가 왕들이었을 때 - Leon Gast 수상

### 애니메이션상
- 동물원 인터뷰 - 닉 파크 수상
- 월레스와 그로밋 - 화려한 외출 - 닉 파크 수상
- 월레스와 그로밋 - 전자바지 소동 - 닉 파크 수상
- 월레스와 그로밋 - 양털 도둑 - 닉 파크 수상

### 독립영화상
- 소닉 아웃로우 - Craig Baldwin 수상

### 신인상
- 브레이킹 더 웨이브 - 에밀리 왓슨 수상

### 공로상
- 로저 코먼 수상